# Diofanto (hermafrodita)
Diofanto foi um hermafrodita, natural da cidade de Abas, da Arábia, que viveu na época de Alexandre Balas.
Seu pai, também chamado Diofanto, um macedônio, casou-se com uma mulher árabe da região, e teve dois filhos, um menino, chamado de Diofanto, mas que morreu logo, e uma menina, de nome Heres.
Diofanto casou Heres com um homem de nome Samíades, que, depois de um ano casado, viajou. Heres adoeceu de uma estranha doença, com um tumor se formando na base do seu abdômem, e quando o tumor cresceu, os médicos suspeitaram que fosse um tumor no útero. Eles tentaram aplicar remédios, mas, ao sétimo dia da doença, o tumor se rompeu, e surgiu um órgão genital masculino com testículos.
Apenas a mãe e suas servas testemunharam o ocorrido, cuidaram de Heres da forma que achavam melhor, e a vestiram como mulher, imaginando que ela havia tido relações homossexuais com seu marido.
Quando Samíades voltou, Heres não quis mais voltar para o marido, e este ficou furioso, levando-a à justiça, contra seu pai. Os juízes decidiram que a esposa deveria voltar para o marido, mas nesta hora ela tirou suas vestes, revelando ser um homem, protestando que os juízes haviam obrigado um homem a viver com outro.
Heres trocou as roupas femininas por masculinas, e os médicos concluíram que seus órgãos masculinos haviam ficado ocultos dentro de um compartimento em forma de ovo, pelo qual havia uma membrana por onde saíam as excreções. Os médicos fizeram uma cirurgia estética, dando aos seus órgãos masculinos uma forma decente.
Heres passou a se chamar Diofanto, se alistou na cavalaria, e lutou nas forças de Alexandre Balas, se retirando com rei, após a derrota, para Abas.
Samíades, ainda apaixonado por Heres, e envergonhado por seu casamento antinatural, designou Diofanto seu herdeiro e se matou; assim, aquele que nasceu como mulher ganhou coragem e renome de homem, mas o homem mostrou-se menos corajoso que a mulher.
Alexandre Balas havia ouvido um oráculo de Apolo Sarpedônio, na Cilícia, que dizia que ele deveria temer o lugar onde vivia aquele que tinha duas formas. Isso ficou claro após o assassinato de Alexandre em Abas: quando Alexandre se refugiu com Diócles, o xeique local e o guardião do seu filho Antíoco VI, Helíades e Cássio, dois de seus oficiais, entraram em acordo com Demétrio II Nicátor e assassinaram Alexandre.